# Malawimonadea
Malawimonadea es un grupo de protozoos biflagelados pequeños de vida libre de agua dulce o del suelo, superficialmente similares a Carpediemonas aunque no cercanamente relacionados. Poseen la típica respiración mitocondrial y crestas discoidales, dos cinetosomas, flagelo posterior con una paleta ventral (Malawimonas) o dos opuestas (Gefionella).
Se incluyen en el grupo Excavata, aunque sus relaciones con el resto de los grupos del clado no están claras. Recientemente ha sido sugerida un relación con Metamonada en el redefinido grupo denominado Loukozoa. Aunque también otros análisis sugirieron una cercanía con el género Collodictyon.